# Abdelaziz Rouaïghia
 (mars 2020).
Abdelaziz Rouaïghia est un footballeur algérien né le 10 février 1981 à El Biar dans les hauteur d'Alger. Il évoluait au poste d'avant centre.

## Biographie
Abdelaziz Rouaïghia évolue principalement en faveur des clubs du CR Belouizdad et du MO Béjaïa.
Il participe avec l'équipe de Belouizdad, à la Ligue des champions d'Afrique en 2001, puis à la Coupe de la confédération en 2004.
Entre 2002 et 2006, il dispute près de 100 matchs en première division algérienne avec Belouizdad. Le 10 avril 2003, il est l'auteur d'un doublé face au MO Constantine. Le 24 mai 2004, lors de la dernière journée de championnat, il marque un nouveau doublé, face à la JSM Béjaïa. Puis, le 13 juin 2005, à nouveau lors de la dernière journée, il inscrit encore un doublé, face au MC Oran. Il termine la saison 2004-2005 avec six buts inscrits et cinq passes décisives délivrées.

## Palmarès
- Champion d'Algérie en 2000 et 2001 avec le CR Belouizdad
- Finaliste de la Coupe d'Algérie en 2003 avec le CR Belouizdad
- Vainqueur de la Coupe de la Ligue d'Algérie en 2000 avec le CR Belouizdad